# Кейп-Бретон (острів)
О́стрів Кейп-Брето́н (англ. Cape Breton Island, фр. île du Cap-Breton — «острів Бретонського мису», попередня назва фр. île Royale — «Королівський острів») — острів у складі канадської провінції Нова Шотландія, відділений від новошотландійського півострова протокою Кансо.

## Географія
Західне узбережжя острова омивається водами затоки Св. Лаврентія і протоки Нортумбрії, на південному сході від острова починається Атлантичний океан. Північно-східне узбережжя острова омивається водами протоки Кабота.
Рельєф острова змінюється з рівнинного на півдні до височинного на півночі. У центрі острова знаходиться озеро Бра-д'Ор (англ. Bras d'Or Lake).
На острові знаходяться п'ять резервацій індіанського народу мікмак: Ескасоні, Мемберту, Ваґматкук, Векопак (або Вейкоба) та Потлотек (або острів Каплиці). Резервація Ескасоні є найбільшою як за населенням, так і за площею.

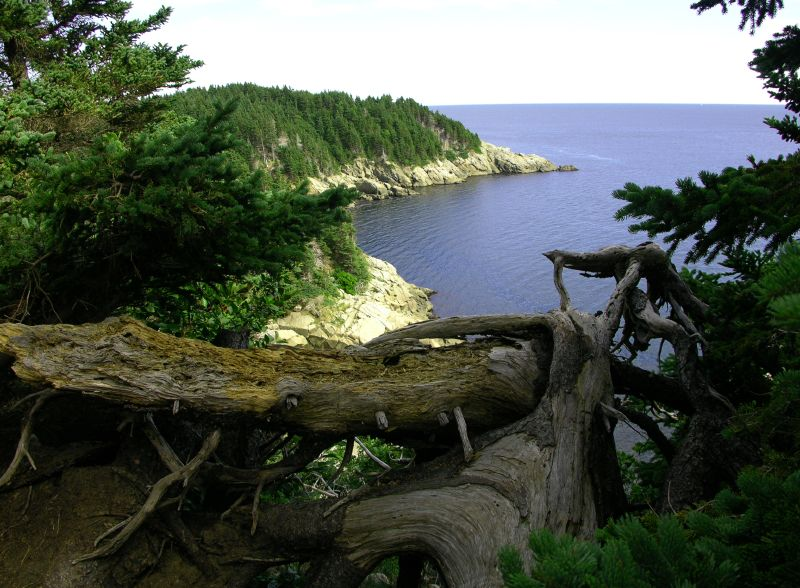
Гориста місцевість Кейп-Бретона

## Водні ресурси
Стік з поверхні острова йде у протоку Святого Лаврентія річками Еспі, Сідней, Майра, Фрамбуаз, Марґері та Четікамп. Найбільшим прісноводним озером є Ейнслі.

## Історія
Перші мешканці острова — предки приморських індіанців та народу мікмак, які жили на острові ще до його відкриття європейцями. У 1497 р. до острова прибув англієць Джон Кабот і став першим європейцем-дослідником, який висадився на Кейп-Бретоні. Історики досі не можуть з упевненістю сказати, куди саме спочатку прибув Кабот, — на острів Ньюфаундленд чи на Кейп-Бретон. З нагоди святкування відкриття Кейп-Бретону побудовано туристичну автодорогу Кабот-трейл по периметру острова.
Між 1521 та 1522 рр. на острові засновано рибальську колонію, яку очолив португалець Жуан Алваріш Фагундіш (порт. João Álvares Fagundes). У ті часи близько двохсот осіб мешкало у поселенні без назви, яке нині називається Інґоніш (англ. Ingonish). Уперше про цю колонію згадано в 1570 році.
Король Англії Карл I 8 лютого 1631 р. передав острів Кейп-Бретон у довічне користування Ґордону Лохінвару та його синові Роберту.

## Кейп-Бретон за французької влади
Заселення острова французькими колоністами почалося з заснування колонії Акадія: у центрально-східній частині острова, недалеко від форту Св. Анни, побудовано гарнізон, а з початком XVIII ст. його переміщено до форту Луїсбур (або Луїсбурґ) (фр. Louisbourg), щоб покращити захист входу до затоки Св. Лаврентія та поліпшити охорону французького риболовецького флоту, що базувався на Великій Ньюфаундлендській банці (англ. Grand Banks of Newfoundland).

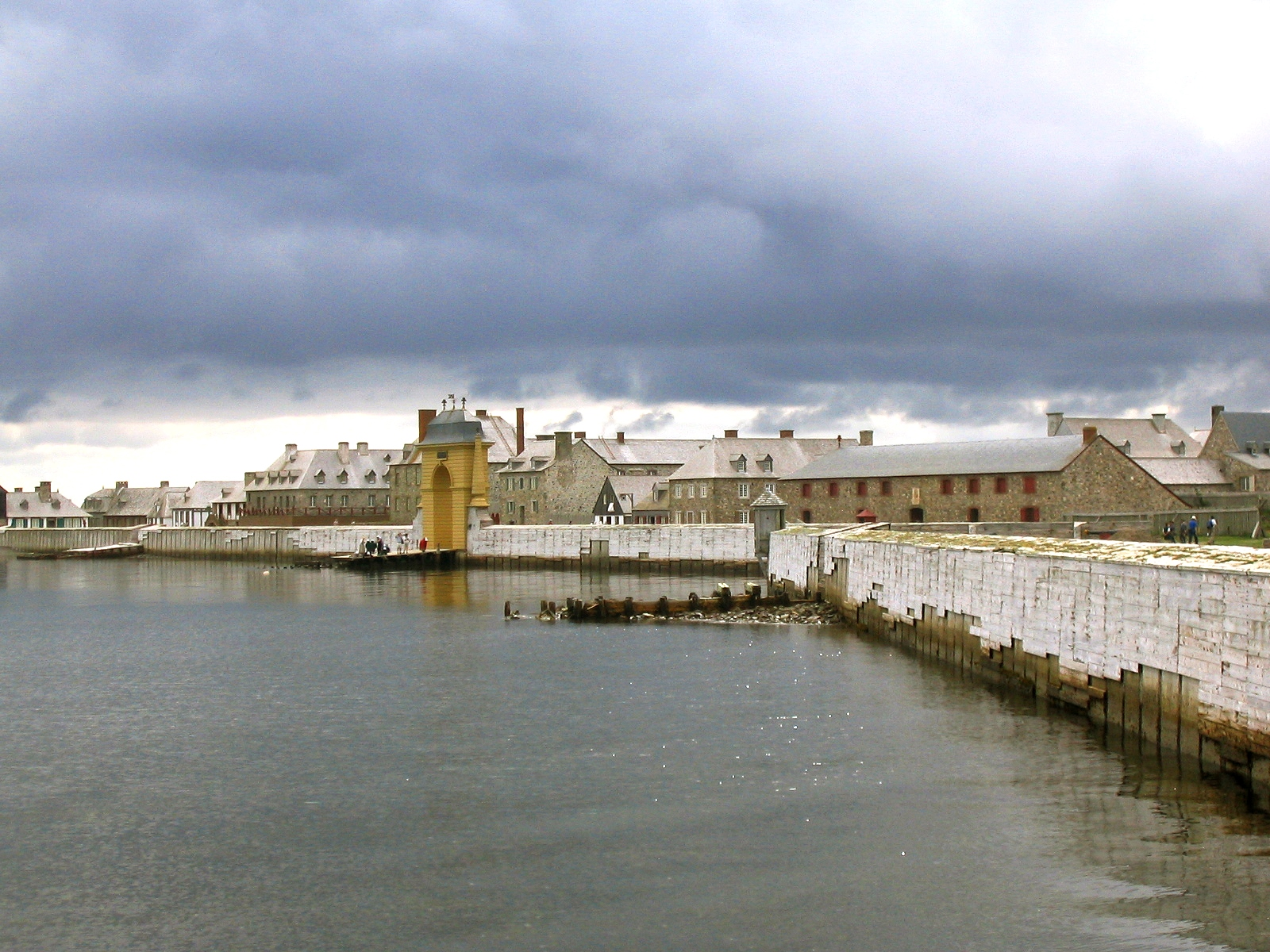
Французька фортеця Луїсбур

У 1734 р. французи також побудували маяк Луїсбур — перший маяк у Канаді та один з перших у Північній Америці. Острів було перейменовано на Іль-Руайяль (фр. île Royale — у перекладі «Королівський острів»). Острів залишався частиною колоніальних володінь Франції до 1763 р., коли його було передано Великій Британії відповідно до Паризької мирної угоди 1763 р.

## Кейп-Бретон за британської влади
З 1763 до 1784 р. острів входив до складу британської колонії Нова Шотландія та управлявся з Галіфакса. У 1784 р. Велика Британія поділила первісну колонію Нову Шотландію на три окремі колонії: Нью-Брансвік, Сейнт-Джонс (згодом перейменовано на Острів Принца Едварда) та новостворену вже на півострові Кейп-Бретон провінцію Нову Шотландію.
У 1775 р. почалася імміграція до острова з Ірландії та Шотландії.
Столицею колонії Острів Кейп-Бретон стало місто Сідней. Першим Лейтенант-губернатором території було призначено Джозефа-Фредеріка Валле-ДеБара (англ. Joseph Frederick Wallet DesBarres) (1784 — 1787 р.р.), його наступником став — Вільям Макармік (англ. William Macarmick) (1787 р.). З 1799 до 1807 р. військовим комендантом був Джон Депар (англ. John Despard).
У 1820 р. колонія Острів Кейп-Бретон удруге була об'єднана з провінцією Нова Шотландія.
У XX ст. на Кейп-Бретоні працювали Александер Грем Белл та Гульєльмо Марконі.